# 福邑正樹

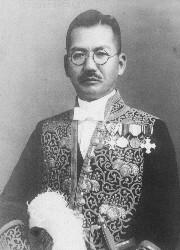
福邑正樹

福邑 正樹（ふくむら まさき、1887年6月5日 - 1974年）は、大分県東国東郡出身の内務官僚、政治家。官選島根県知事。

## 略歴
1887年、東国東郡竹田津（現在の国東市）で代々酒屋を営む福邑家の次男として生まれる。大分県立中学校、第五高等学校卒。1913年、東京帝国大学法科大学独法科を卒業した。
1914年内務省に入省。埼玉県警視、同北葛飾郡長、高知県理事官、新潟県理事官、和歌山県理事官、同書記官、秋田県書記官・警察部長、埼玉県書記官・警察部長、静岡県書記官・警察部長、和歌山県書記官・内務部長、熊本県書記官・内務部長、新潟県書記官・内務部長、福岡県書記官・内務部長などを歴任。1932年、島根県知事となる。松江大橋（1937年竣工）の建築、隠岐神社（1939年創祀）の再建を行った。1936年、岡田内閣の総辞職により勇退。
その後大分県の国策会社である蔵内鉱業の所長を戦中まで勤める。正四位勲三等瑞宝章受章。